# لیان کیرنان
لیان کیرنان (انگلیسی: Leanne Kiernan؛ زادهٔ ۲۷ آوریل ۱۹۹۹) بازیکن فوتبال اهل جمهوری ایرلند است که در حال حاضر برای باشگاه فوتبال زنان لیورپول بازی می‌کند.
از باشگاه‌هایی که در آن بازی کرده است می‌توان به باشگاه فوتبال زنان لیورپول اشاره کرد.
وی همچنین در تیم‌های ملی فوتبال زنان زیر ۱۷جمهوری ایرلند، زنان زیر ۱۹ سال جمهوری ایرلند و زنان جمهوری ایرلند بازی کرده است.

## سال‌های اولیه
لیان کیرنان در بایلیبورو در شهرستان کاوان به دنیا آمد و در بایلیبورو کامیونیتی اسکول تحصیل کرد، جایی که او برای تیم فوتسال دختران بازی می‌کرد. او با بایلیبورو سلتیک بازی کرد و در سن ۱۲ سالگی به تیم پسران کینگزکرت هارپس پیوست، جایی که توسط استعدادیاب فدراسیون فوتبال جمهوری ایرلند، مارک لیوی، شناسایی شد و به برنامه استعدادهای نوظهور آنها ثبت شد.
علاوه بر فوتبال، کیرنان در دو و میدانی نیز موفق بود و چهار بار قهرمانی جوانان باشگاه اولستر را با باشگاه ورزشی شرکاک به دست آورد و در مسابقات دو و میدانی زیر ۱۳ سال ایرلند در سال ۲۰۱۱ چهارم شد. او همچنین تا سطح زیر ۱۶ سال برای گائلیک فوتبال در کاوان بازی کرد. او با خانواده‌اش در یک مزرعه پرورش خوک در کیلینکر زندگی می‌کرد.

## دوران باشگاهی

### شلبورن
کیرنان در سن ۱۵ سالگی به باشگاه فوتبال زنان شلبورن پیوست. در ۱ مه ۲۰۱۶، او گل برتری شلبورن را در برابر ویوز در فینال لیگ ملی فوتبال زنان جمهوری ایرلند در ریچموند پارک به ثمر رساند. در فصل ۲۰۱۶–۲۰۱۵، او ۵ گل به ثمر رساند.
در سال ۲۰۱۶، او ۱۲ گل به ثمر رساند و بخشی از تیم «شکست ناپذیر» شلبورن بود که لیگ ملی فوتبال زنان جمهوری ایرلند را بدون باخت به پایان رساند.
در ۶ نوامبر ۲۰۱۶، او در فینال جام حذفی فوتبال زنان جمهوری ایرلند در برابر وکسفورد یوتس هت‌تریک کرد.
در ژانویه ۲۰۱۷، او به عنوان بازیکن جوان سال در جوایز برترین‌های سال جمهوری ایرلند انتخاب شد و به تیم سال نیز راه یافت.
هفته بعد، او همچنین به عنوان ورزشکار ماه دسامبر ۲۰۱۶ توسط تایمز ایرلندی انتخاب شد. در ۲۲ اوت ۲۰۱۷، او در یک بازی ۰–۰ با مدیک‌کونین در لیگ قهرمانان اروپا به میدان رفت. او فصل ۲۰۱۷ لیگ ملی فوتبال زنان جمهوری ایرلند را با ۹ گل به پایان رساند.
کیرنان فصل ۲۰۱۸ را با ۱۱ گل در شش بازی اول خود آغاز کرد و مجموع گل‌های خود را به ۳۷ گل در سه سال و نیم حضورش در شلبورن رساند، قبل از اینکه در ژوئیه ۲۰۱۸ تیم را ترک کند.

### وستهام یونایتد
در ۱۸ جولای ۲۰۱۸، کیرنان به باشگاه فوتبال زنان وستهام یونایتد پیوست. در ۱۹ اوت ۲۰۱۸، او در یک بازی ۳–۱ در برابر باشگاه فوتبال زنان آرسنال در جام حذفی فوتبال زنان انگلستان به میدان رفت. در ۲۶ اوت ۲۰۱۸، او اولین گل خود را در پیروزی ۴–۱ برابر باشگاه فوتبال زنان لوئیس به ثمر رساند.
در ۲۱ مه ۲۰۲۱، کیرنان پس از پایان قراردادش وستهام را ترک کرد.

### لیورپول
در ۲۲ ژوئن ۲۰۲۱، کیرنان به لیورپول پیوست، جایی که با مربی سابقش در وستهام، مت بیرد، دوباره همکاری کرد و شماره ۹ را به خود اختصاص داد.
او از شین اسپلینت که فعالیت او را مختل کرده بود بهبود یافت و در فصل ۲۰۲۲–۲۰۲۱ چمپیونشیپ فرم گلزنی خود را دوباره به دست آورد.
او ۱۳ گل برای تیم قهرمان لیورپول به ثمر رساند که به صعود به سوپر لیگ زنان کمک کرد و در سپتامبر ۲۰۲۲ قرارداد جدیدی با لیورپول امضا کرد.
در روز اول فصل ۲۰۲۳–۲۰۲۲، کیرنان در پیروزی ۲–۱ لیورپول برابر باشگاه فوتبال زنان چلسی دچار آسیب‌دیدگی مچ پا شد که نیاز به جراحی داشت و او را برای چندین ماه از میادین دور کرد.

## دوران ملی
کیرنان در اوت ۲۰۱۶ به تیم ملی بزرگسالان جمهوری ایرلند دعوت شد و برای دو بازی دوستانه در برابر تیم ملی فوتبال زنان ولز به میدان رفت. او در اولین بازی رقابتی خود، گل برتری را در پیروزی ۲–۱ برابر ایالت باسک در ۲۶ نوامبر ۲۰۱۶ به ثمر رساند.
او در فهرست تیم ایرلند برای جام جهانی فوتبال زنان ۲۰۲۳ قرار نگرفت.